# Strategia kalendarzowa
Strategia kalendarzowa (ang. Calendar spread) – opcyjna strategia inwestycyjna, która polega na sprzedaży opcji kupna o wcześniejszym terminie wygaśnięcia i zakupie opcji kupna o późniejszym terminie wygaśnięcia. Obie opcje mają tę samą cenę wykonania. Przyjmując, że inwestor będzie chciał sprzedać opcję kupna o późniejszym terminie wygaśnięcia w momencie wygaśnięcia opcji o terminie wcześniejszym, to stosowanie strategii będzie opłacalne w sytuacji gdy spodziewane jest że cena instrumentu podstawowego będzie bliska cenie wykonania opcji.